# Убайдулла-хан
Убайдулла-хан (узб. Ubaydullaxon / Ubaydulla Sulton / Ubaydiy; 1487 год, Хорезм — 1540 год, Бухара) — пятый представитель узбекской династии Шейбанидов, который в 1533—1540 годах правил в Бухарском ханстве и являлся удельным правителем Бухарского вилайета (1504—1509 / 1510—1533).

## Биография
Убайдулла-хан был одним из способных правителей из династии Шибанидов. Он был сыном младшего брата Шейбани-хана Махмуд-султана. Имя своё получил в честь лидера накшбандийского учения Убайдуллы Ходжа Ахрара, который был духовным наставником его отца. Духовным наставником самого Убайдуллы-хана был йеменский шейх — Саййид Абдуллах ал-Яманий, прибывший в Самарканд. Убайдулла-хан получил хорошее образование. Он обучался хадисам у Ходжи Маулана Исфахани, правоведению у Махмуда Азизана. Известными духовными наставниками Убайдуллы были и суфийские шейхи тариката Ясавия Шейх Худайдод Вали и Мансур
Убайдулла сопровождал Шейбани-хана в его походах. Дядя выделил ему в качестве удела Бухарскую область. В ноябре 1510 года он не успел прийти на помощь Шейбани-хану, окруженному превосходящими войсками Исмаил шаха Сефеви.

## Политическая деятельность

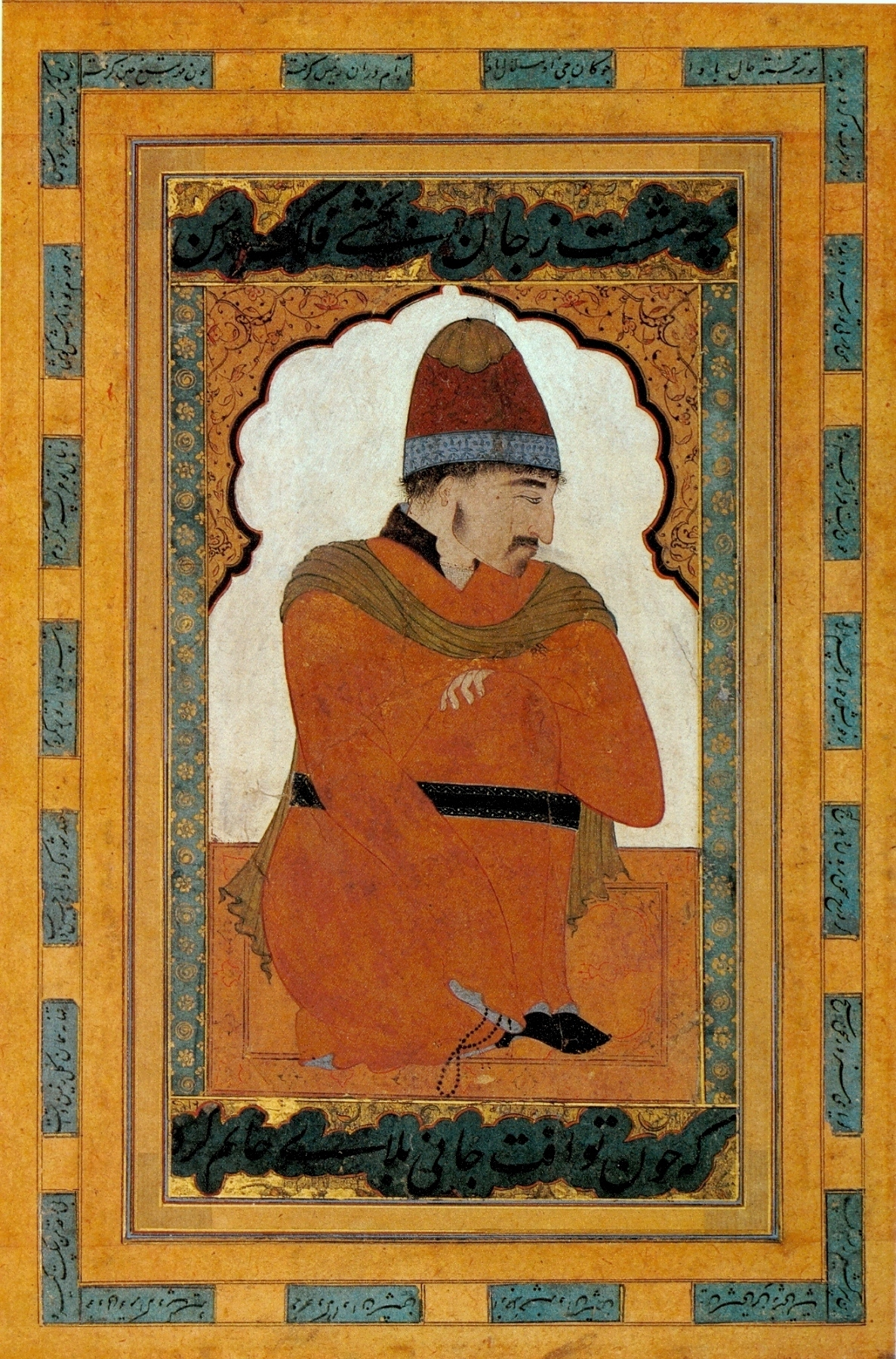
Шейхзаде. Портрет суфийского дервиша. ок. 1535 г. Музей Метрополитен, Нью-Йорк

Хотя после смерти Шейбани-хана официальным правителем государства Шейбанидов был объявлен Кучкунджи-хан (1510—1530), основную политику государства определял Убайдуллахан.
После смерти Кучкунджи-хана (правил в 1510-30), дяди Шейбани-хана, кратковременно правил его сын Абу Саид-хан (1530—1533), после него в 1533 году официальным главой государства стал Убайдулла-хан.

 Дела ханства, согласно древнему обычаю, вручили самому старшему султану, которым был Кучум султан. Его наследником был Суйунджик султан, однако он скончался раньше Кучум хана; тогда его наследником стал Джанибек султан, но он тоже отправился вслед за Суйунджик султаном. После него за ними последовал и Кучум хан. Управление ханством установилось за Абу Са’идом, сыном Кучум хана. Когда он тоже освободил трон ханства, то на его место сел Убайдаллах хан. Хотя до конца правления указанных выше ханов всеми делами Шайбанидов заправлял он и, если бы он принял титул хана, то, говоря по-совести, никто бы не противился ему, однако он, следуя древнему обычаю, передавал ханство тому, кто был старше. Так продолжалось до тех пор, пока после Абу Саид хана не осталось никого, кто бы был старше Убайдаллах хана. Он сел на ханский трон и освежил зефиром справедливости и доброты обоняние мира.— Мирза Мухаммад Хайдар
«Тарих-и Рашиди» 
Решалась судьба населения Мавераннахра и Хорасана. В 1510 году шах Исмаил I в Герате приказал прочитать в соборной мечети хутбу с шиитской формулой, то хатиб, Хафиз Зайнуддин, отказался это сделать, за что был изрублен. Шейх-уль-ислам Герата, правнук известного ученого теолога и законоведа Са‘дуддина Тафтазани (ум. в 1390 г.), приведенный к шаху и отказавшийся исповедать шиизм, был собственноручно застрелен шахом из лука, его тело было приказано вздернуть на высокое дерево, а потом это дерево выдернуть с корнями и сжечь вместе с телом шейх-ул-ислама. Даже имя знаменитого персидского поэта Джами было приказано переправлять на Хами (выскоблить точку под буквою джими поставить ее наверху), вследствие этого имя поэта приобретало значение: «недопеченность», «незрелость».
В решающий момент истории, когда решалась судьба Мавераннахра, Убайдулла смог собрать войска шейбанидов и разгромить войска сефевидского шаха Исмаил I в сражении, вошедшей в историю под названием Гиждуванская битва в 1512 году.
Объединенное войско Бабура и кызылбашей (сефевидов) во главе с Бабуром и Наджм-и Сани, военачальником иранского шаха Исмаила, вновь вторглось в Мавераннахр. В середине ноября 1512 года под стенами крепости Гидждуван (около Бухары) разыгралось кровопролитное сражение за обладание Мавераннахром. Войско, кызылбашей (сефевидов) было разгромлено, сам Наджм-и Сани убит, голова его отделена от тела и доставлена в Самарканд.
Эта победа имела историческое значение. Во-первых страна сохранила свою независимость от сефевидского Ирана, а во-вторых традиционное суннитское направление ислама сохранилось в Средней Азии.
Вероятно, после этого события Убайдулла-хан получил прозвище Муизз ад-дин, что значит «прославляющий веру». Он выпускал монеты в Бухаре, Самарканде и Балхе с титулами «Хакан адиль Абулгази бахадурхан».
Его попытки вернуть Хорасан в состав государства, несмотря на 10-летнее военное противостояние с Исмаил шахом Сефеви, не имели большого успеха. Однако заключение союза с султаном Османской империи Селимом I позволило существенно ослабить сефевидов, особенно после Чалдыранской битвы 1514 года.
Убайдуллахан старался расширить государство Шейбанидов. Дважды, в 1529 и 1536 годы, он захватывал Герат. Пять раз, (1524—1525), (1526—1528), (1529—1531), (1532—1533), (1535 −1538), под руководством Убайдулла-хана узбеки вторгались в Хорасан. Он смог положить конец внутренним междоусобицам. Однако после его смерти политическая раздробленность усилилась: многочисленные царевичи-шейбаниды начали борьбу за трон.

## Внешняя политика
Убайдулла-хан поддерживал связи с Османской империей и Китаем. В 1536 году его послы прибыли ко двору минского императора.

## Политика в области культуры

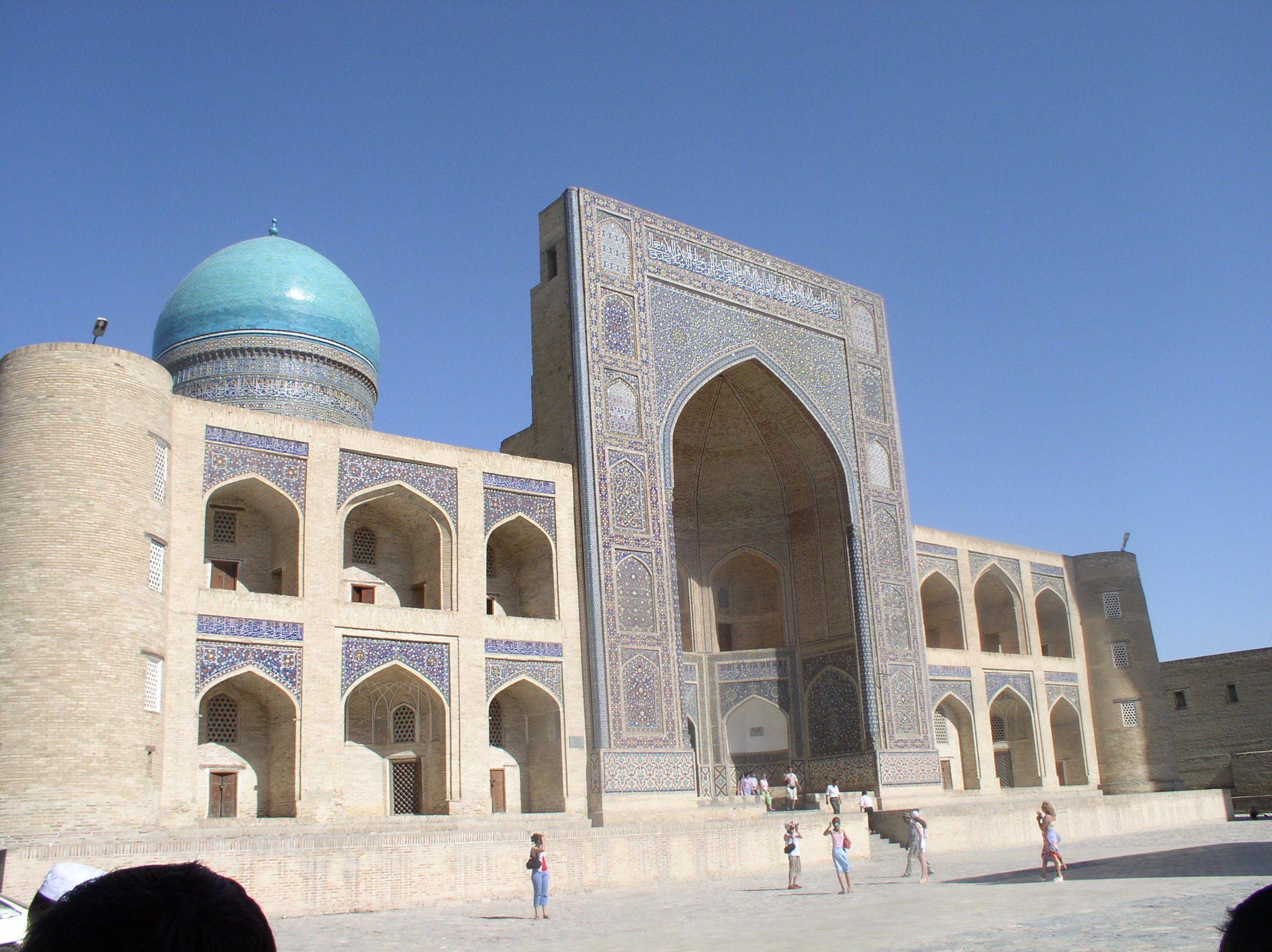
медресе Мир Араб, Бухара, 1530-е годы

По приказу бухарского Убайдуллахана в дар великому шейху Абдулле Яманий в 1530—1536 годах было построено медресе Мири Араб в Бухаре.

 среди падишахов, правивших во всех странах света в течение последних ста лет, никто не видел и не слышал о таком правителе, каким был он. Во-первых, он был набожным мусульманином, богобоязненным и воздержанным. Все дела веры, страны, государства, войска и подданных он решал согласно закону шариата и не отступал от него ни на волос. В лесу храбрости он был отважным львом, его ладонь была жемчужной раковиной в море щедрости. Его счастливая особа была украшена разными достоинствами. Он писал семью почерками, но лучше всего писал почерком насх. Он переписал несколько списков Корана и послал благословенным городам в Мекку и Медину, да возвысит их Аллах. Он хорошо писал и насталиком. У него есть диван тюркских, арабских и персидских стихов. Он занимался музыкой и пением. И сейчас музыканты исполняют некоторые из его произведений. Одним словом, он был одаренным правителем, вобравшим в себя все похвальные качества. Бухара — его стольный город — была местом сбора ученых людей, и в течение его жизни достигла такой степени, что напоминала Герат времени Мирза Султан Хусайна.— МИРЗА МУХАММАД ХАЙДАР
"ТАРИХ-И РАШИДИ" 
В присырдарьинском городе Сауране Убайдулла-ханом в 1515 году было построено медресе  в 1515 году. Размеры территории составляли 31,5×28 м. Главный вход и минареты выходили на северо-запад. Здание располагалось на цоколе высотой 1,2 м. Как и в случае неидентифициированного здания, конструкция включала в себя несколько айванов (в том числе входной, к которому вела лестница шириной 3,3 м, прорезающая цоколь) и внутренний двор размерами 11,7×8,5 м. Толщина несущих стен превышала 1,5 м. Под минаретами был устроен многослойный сейсмостойкий фундамент. До наших дней наилучшим образом сохранились худжры — однокомнатные жилые помещения для преподавателей и учащихся медресе. Минареты какое-то время сохранялись и после исчезновения города, но во второй половине XIX века обрушились.
В период правления Убайдуллы-хана (1533—1539), несмотря на сложную военно-политическую обстановку, большое внимание уделялось развитию науки и культуры. С 1512 г. при дворе Убайдуллы в Бухаре жил известный ученый Фазлаллах ибн Рузбихан Исфахани, который в 1514 году написал для Убайдуллы книгу «Сулук ал-мулук» («Правила поведения государей»); автограф этого произведения хранится в Рукописном отделе СПбФ ИВ РАН. Ибн Рузбихан утверждает, что Убайдулла с упорством занимался изучением "разного рода наук и знаний, соблюдая религиозные обязанности.

## Творчество Убайдулла-хана
Убайдулла-хан был очень образованным человеком, мастерски декламировал Коран и снабдил его комментариями на тюркском языке, был одаренным певцом и музыкантом. С именем Убайдуллы-хана связано образование самого значительного придворного литературного круга в Мавераннахре первой половины XVI столетия. Убайдулла сам писал стихи на тюркском, персидском и арабском языках под литературным псевдонимом Убайдий. До нас дошел сборник его стихотворений.
Убайдулла-хан был автором таких дидактических поэм как: «Сабрнома», «Шавкнама» и «Гайратнама». Его своеобразный путь в литературе заключается во включении в своё творчество литературных жанров хикмат и йар-йар. Он написал комментарий к Корану на тюркском языке. Его считают основателем первой настоящей китабхане в Бухаре, в стенах которой был создан своеобразный бухарский стиль миниатюрной живописи. Он был развит при наследниках Убайдуллы-хана и получил название Бухарской школы.
До нас дошел список его стихотворения на тюркй «Диван-и Убайди» (рукопись хранится в Лондоне, в Британском Музее), переписанный по его указанию знаменитым гератским каллиграфом Султан-Али Машхади. Перу Убайдуллы принадлежит тафсир на среднеазиатском тюрки «Кашшаф-и фазаил» («Толкователь мудрости»), а в рукописном фонде Института Востоковедения Республики Узбекистан хранится список «Куллийат-и Убайди», содержащий стихи Убайдуллы на арабском, персидском и тюркском языках.

## Смерть
Убайдулла-хан скончался в 1540 году и был похоронен в северном крыле медресе Мир Араб в Бухаре, рядом со своим наставником Абдулла Йамани Хазармавти. 
После него на бухарский престол взошел сын Кучкунджи-хана Абдулла-хан I, а затем сын самого Убайдулла-хана Абдалазиз-хан (1540—1550).